# Francis O’Brien
Francis O’Brien (* 7. April 1943) ist ein irischer Politiker (Fianna Fáil) und Landwirt.
O’Brien besuchte die Drumfeehan National School im County Monaghan. Von 1979 bis 2003 war er Mitglied des Monaghan County Council und fungierte in dieser Zeit von 1986 bis 1987 als dessen Vorsitzender. Von 1989 bis 2011 war er für die Fianna Fáil Senator im Seanad Éireann.
Im November 2013 wurde er wegen Erpressung zu einer Gefängnisstrafe von zwei Jahren mit einem weiteren Jahr auf Bewährung verurteilt.
O’Brien ist mit Gertrude Smith verheiratet und hat vier Kinder, drei Söhne und eine Tochter. 